# Wiltz (tổng)
Wiltz là một tổng về phía tây bắc của Luxembourg. Thủ phủ là Wiltz. Tổng này có diện tích 264,55 km², và tại thời điểm năm 2005 it has dân số là 12.460. Tổng này bao gồm ten thị trấn:
- Boulaide
- Esch-sur-Sûre
- Eschweiler
- Goesdorf
- Heiderscheid
- Kiischpelt
- Lac de la Haute-Sûre
- Neunhausen
- Wiltz
- Winseler

==Tham khảo==